# Swede Risberg
Charles August "Swede" Risberg, född 13 oktober 1894 i San Francisco i Kalifornien, död 13 oktober 1975 i Red Bluff i Kalifornien, var en amerikansk basebollspelare (shortstop) i Major League Baseball. Han spelade för Chicago White Sox från 1917 till 1920. Han är mest känd för att vara inblandad i Black Sox-skandalen 1919.

## Biografi
Risberg föddes och växte upp i San Francisco i Kalifornien. Han kom från en lågutbildad familj, och hoppade av skolan i tredje klass. Han blev sedan intresserad av baseboll och fick rykte som en bra pitcher. Han började sin professionella baseballkarriär 1912.
Risberg började därefter att spela på positionen shortstop. Han förvärvades av Venice Tigers i Pacific Coast League 1914, där han agerade hjälpspelare. 1917 köptes han av Chicago White Sox, som han även kom att vinna World Series med samma år.

### Black Sox-skandalen
Chicago var storfavoriter att vinna 1919 års World Series mot Cincinnati Reds. En grupp White Sox-spelare, inklusive Risberg, bestämde sig dock för att avsiktligt förlora serien i utbyte mot betalningar från ett nätverk av spelare. Risberg var en av huvudmännen och hjälpte till att övertyga några av hans lagkamrater att gå med i planen.
Risberg fick 15 000 dollar för sin roll i uppgörelsen, vilket var över fyra gånger hans ordinarie säsongslön. Skandalen uppdagades i slutet av 1920, och även om de åtta spelarna frikändes i rättegången som följde, bannlystes de efter avslöjandet från Major League Baseball.

### Död
Risberg dog i Red Bluff i Kalifornien den 13 oktober 1975, sin 81:a födelsedag. Han var den sista levande spelaren i Black Sox-skandalen.  Risberg porträtterades av skådespelaren Don Harvey i filmen Eight Men Out från 1988.